# Afmita
L'afmita és un mineral de la classe dels fosfats. Va ser anomenat d'aquesta manera en honor de l'Association Française de Microminéralogie, que presenta les sigles AFM, tal com comença el nom d'aquesta espècie.

## Característiques
L'afmita és un fosfat de fórmula química Al₃(OH)₄(H₂O)₃(PO₄)(PO₃OH)·H₂O. Cristal·litza en el sistema triclínic. La seva duresa a l'escala de Mohs és 1,5.
L'exemplar que va servir per a determinar l'espècie, el que es coneix com a material tipus, es troba conservat a les col·leccions mineralògiques del Museu d'Història Natural del Comtat de Los Angeles, a Los Angeles (Califòrnia) amb el número de catàleg: 55425.

## Formació i jaciments
Va ser descoberta al jaciment de fosfats de Fumade, a Castèlnòu de Braçac, almdepartament de Tarn (Migdia-Pirineus, França). També ha estat descrita a la pegmatita Kobokobo, al territori de Shabunda (Kivu del Sud, República Democràtica del Congo) i a la mina Bachman, a Hellertown (Pennsilvània, Estats Units). Aquests tres indrets són els únics de tot el planeta on ha estat descrita aquesta espècie mineral.